# Drachten Noordoost

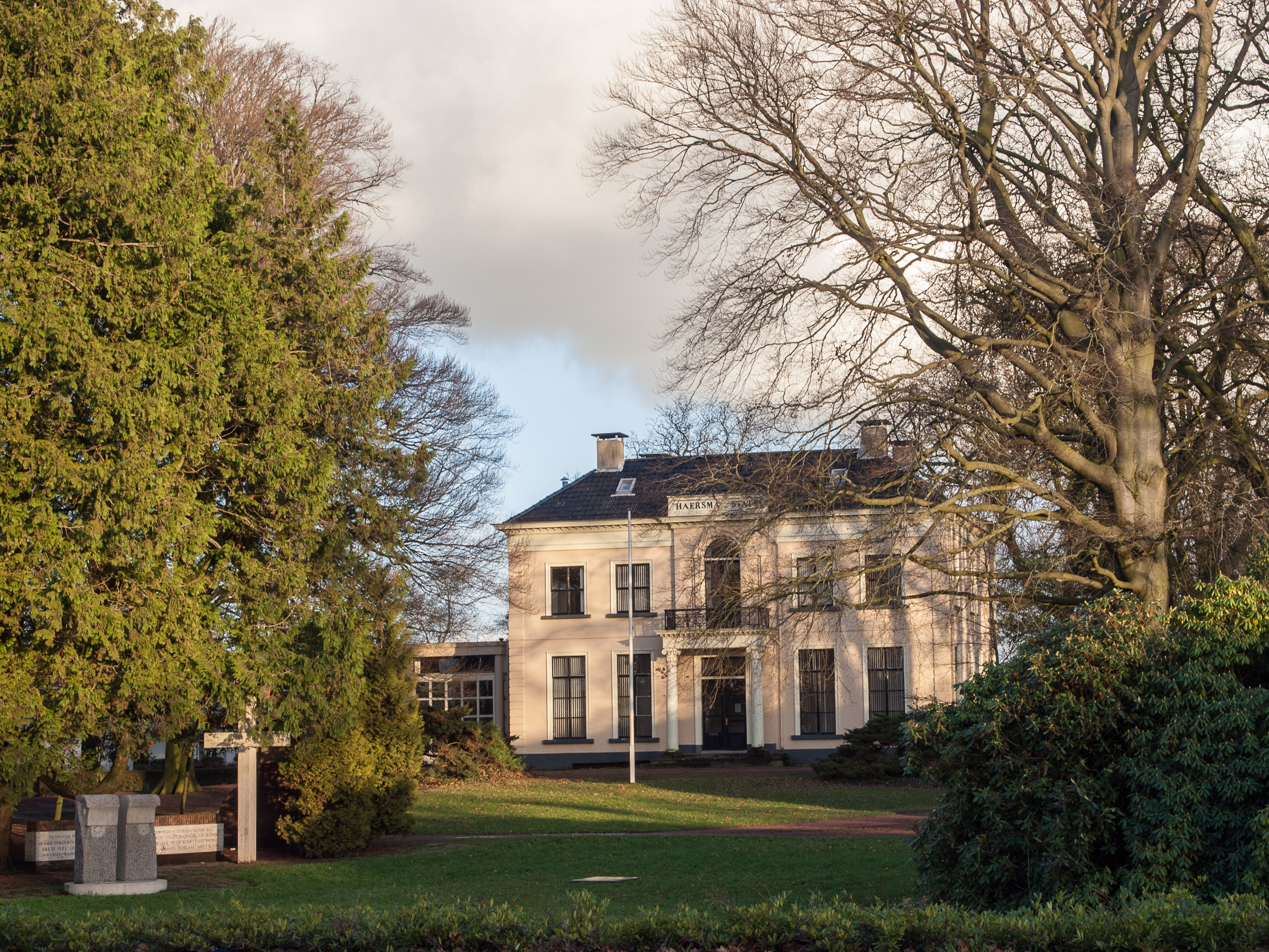
Van Haersma State aan de Stationsweg

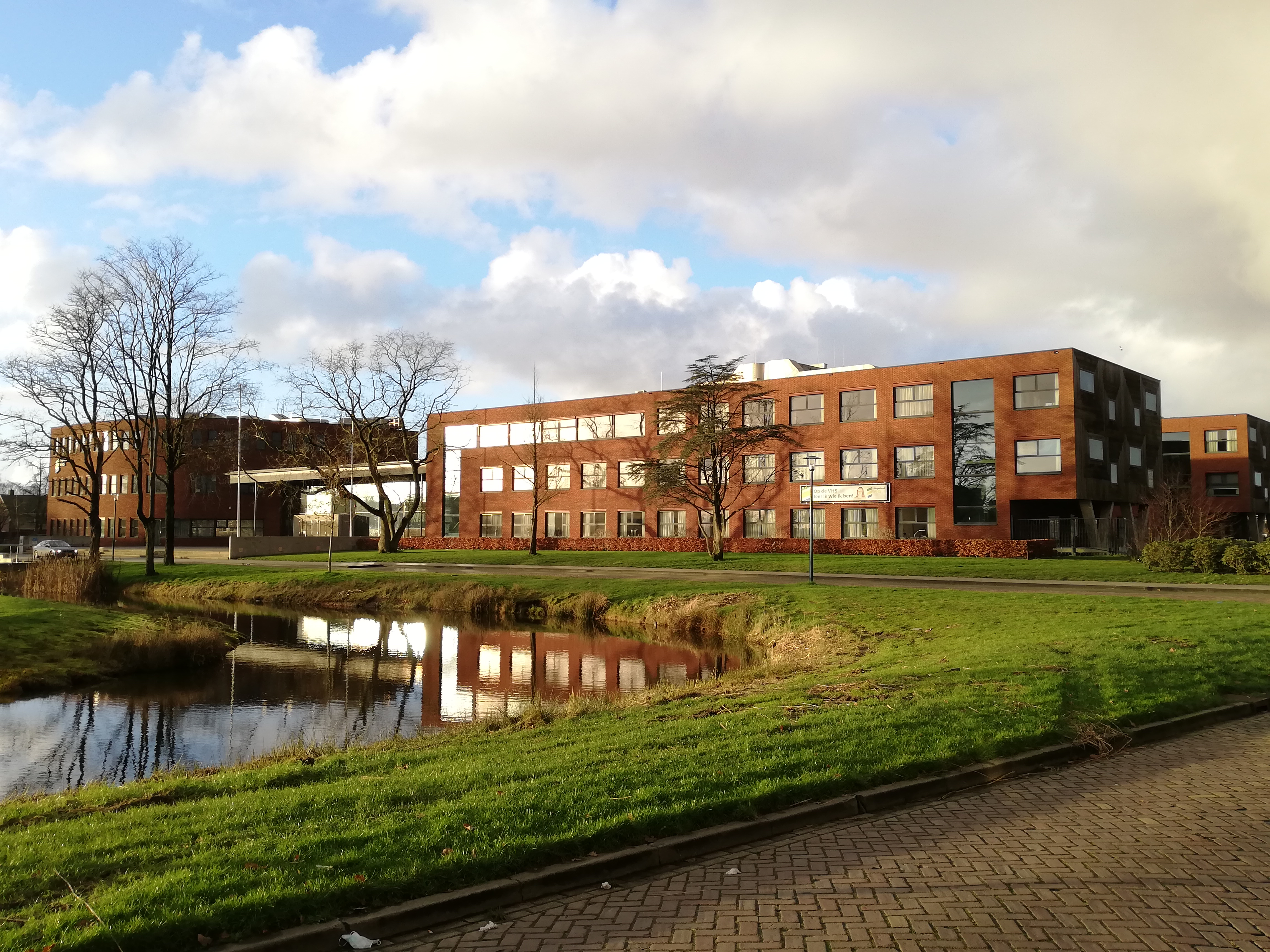
Van Haersmasingel (VHS) Singelland - Openbare VMBO school

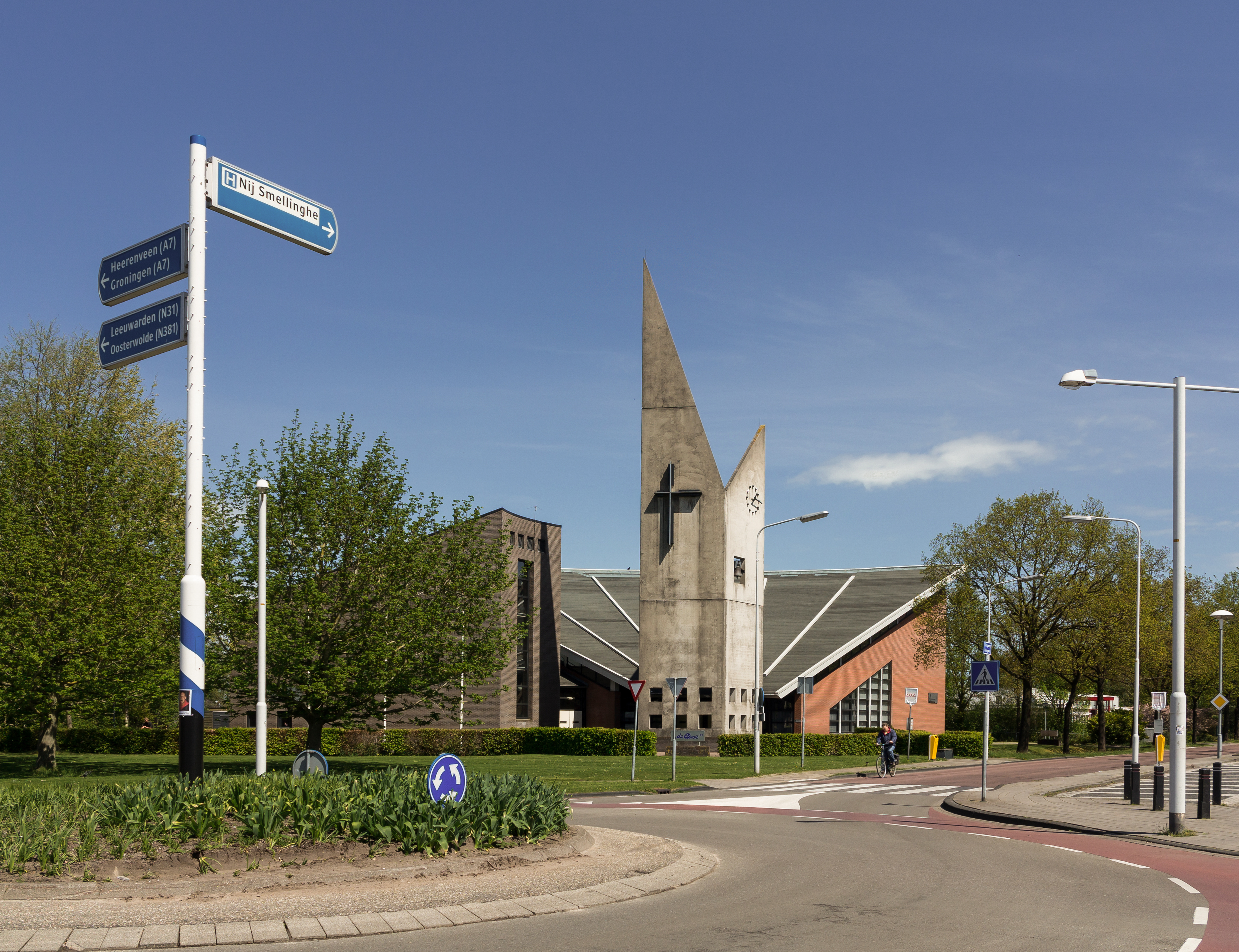
De Oase kerk

Noordoost is een van de wat oudere woonwijken aan de noordoostkant van het centrum van Drachten.
De wijk ligt globaal tussen de Noorderdwarsvaart, Ringweg en Stationsweg en de Zuidkade. De wijk telt ongeveer 3900 inwoners en 2100 woningen. In In Noordoost wordt sinds een aantal jaren door de gemeente Smallingerland een wijkvernieuwingsproject wordt doorgevoerd. Ook de wooncorporaties Accolade en WoonFriesland dragen bij aan deze wijkvernieuwing.

## Geschiedenis
In de twaalfde eeuw werd in Noorder Drachten een kerk gebouwd. Hoewel de kerk in de loop der tijd verdwenen is, bleef de begraafplaats bewaard. De gehuchten Noorder- en Zuider Drachten werden halverwege de zeventiende eeuw met elkaar verbonden en aan de oostzijde werd een nieuw veengebied ontgonnen. In 1641 werd de Drachtstervaart uitgegraven en later ook het Noorderdwarsvaart. Maar pas in de twintigste eeuw kwam een grotere bevolkingsgroei op gang door de komst van een fabriek van Philips. Het noordoost werd als nieuw gebied ingericht voor woningbouw. De eerste straat was de in de jaren twintig gebouwde Beter Wonen. Hier stonden woningwetwoningen. Na de Tweede Wereldoorlog werd de wijk in ongeveer vijfentwintig jaar volgebouwd met voor het merendeel huurwoningen, waaronder ook enkele lage etagewoningen.
Noordoost heeft lang aan de rand van Drachten gelegen, grenzend aan het agrarische buitengebied. Door de bouw van de wijken Fennepark, Burmaniapark en Vrijburgh is de wijk meer in het centrum van Drachten komen te liggen.
De wijk heeft een zogeheten lanenstructuur en bestaat uit lange lanen met aan weerszijden bomen. Door de verkeersreconstructie in de jaren tachtig is een deel van deze structuur verdwenen. Her en der op straathoeken waren kleine winkels zoals een slijterij, kapperszaak en andere kleine winkelbedrijfjes gevestigd, die echter ook grotendeels verdwenen zijn. In de wijk zijn scholen voor basis- en voortgezet onderwijs aanwezig.

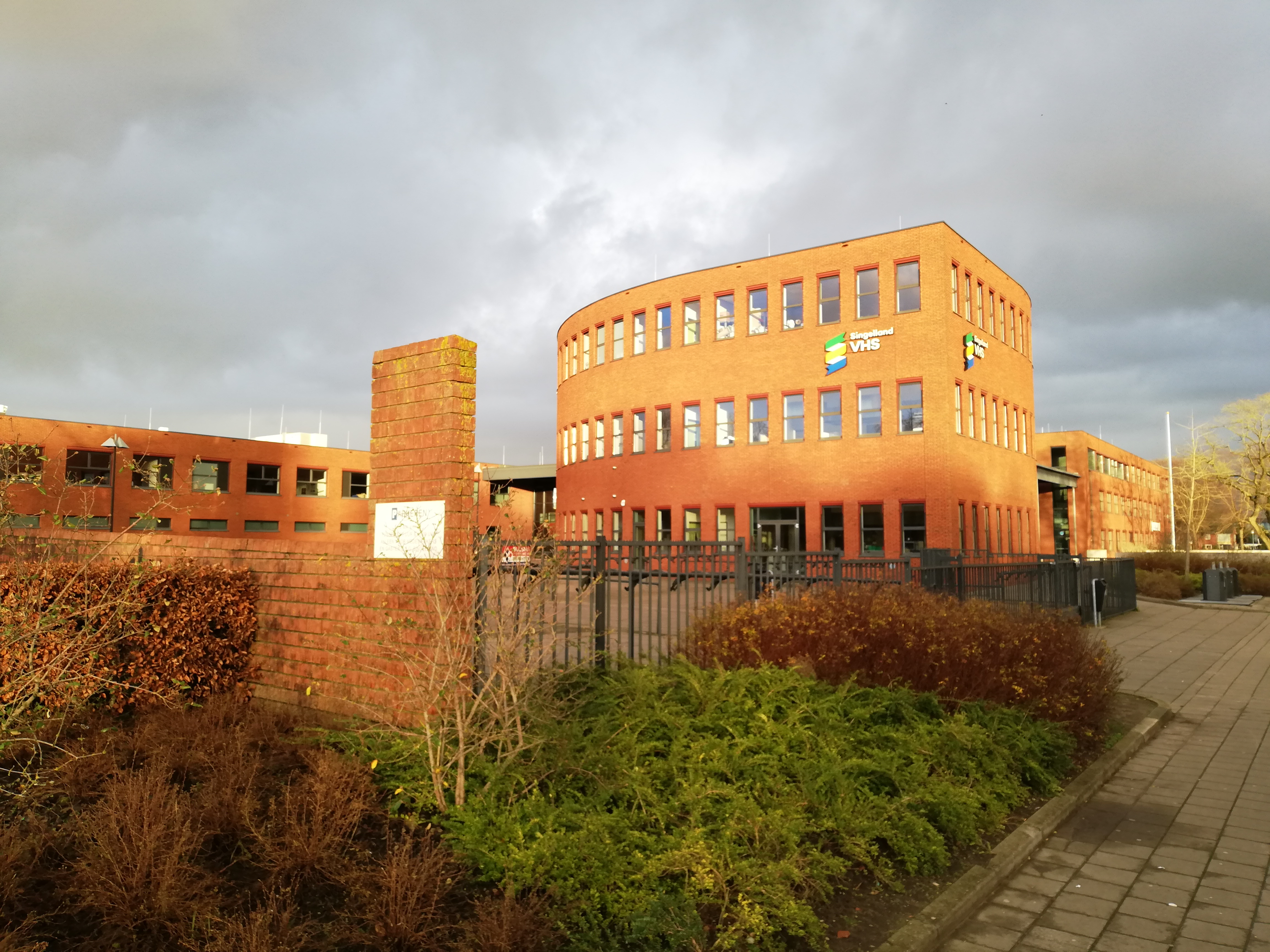
VHS

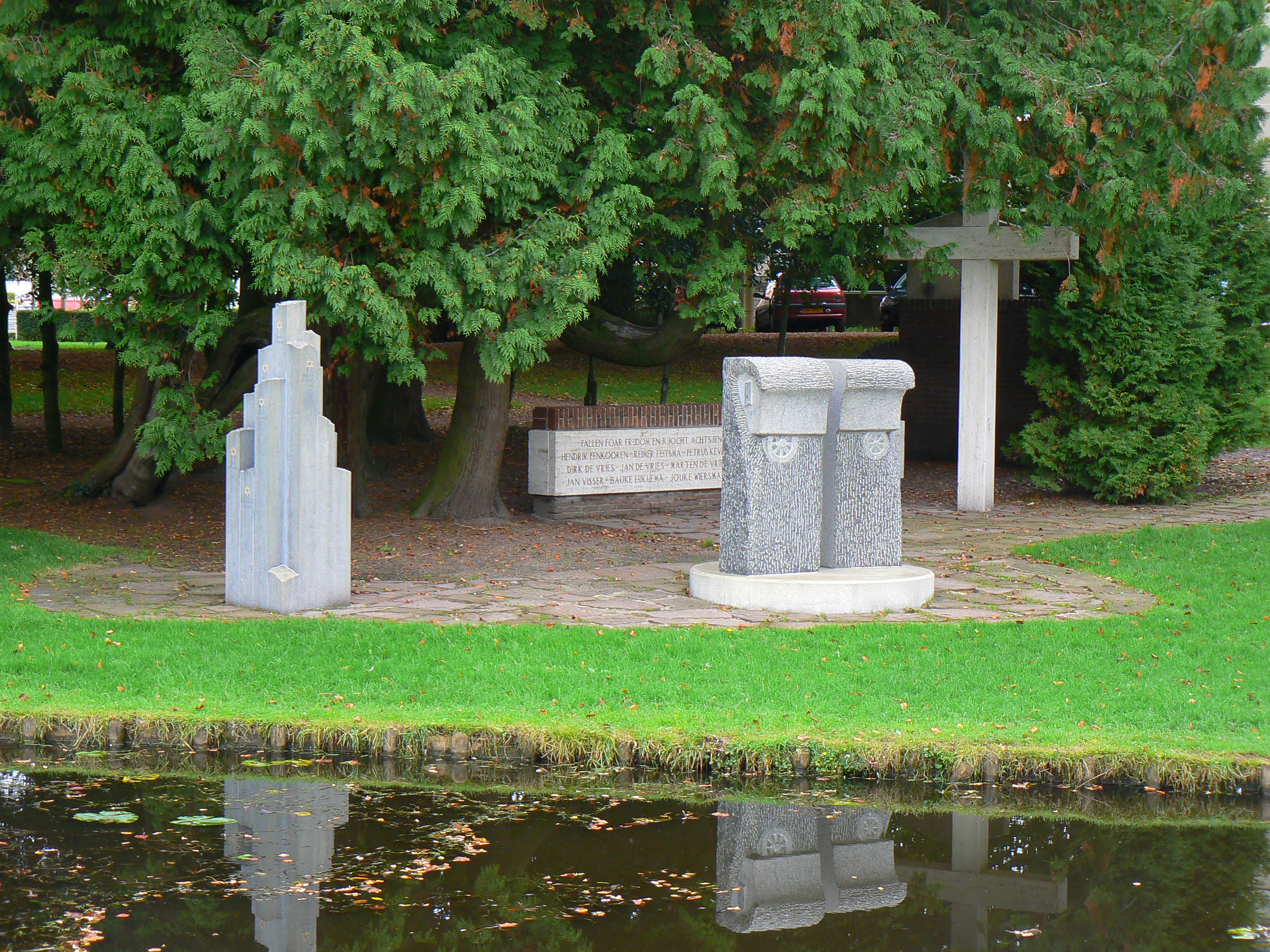
Oorlogsmonumenten in Noordoost

De afgelopen jaren heeft in Noordoost grootschalige wijkvernieuwing plaatsgevonden. Onderdeel hiervan vormt de nieuwbouw aan de Leeuwerikstraat/Kievitstraat, de Kwartelhof en appartementencomplex de Koperwiek. De wijk heeft sinds een aantal jaren ook een wijkwinkelcentrum genaamd 'De Noorderpoort'.